# 리오토 L6
리오토 L6(영어: Li Auto L6, 중국어 간체자: 理想L6, 병음: Lǐxiǎng L6, 직역: ideal L6)는 중국 자동차 제조업체 Li Auto가 생산하는 레인지 익스텐더형 고급 소형 크로스오버 SUV이다. 또한 리오토의 여섯 번째 차량이자 L 시리즈의 네 번째 모델로, L7, L8, L9에 이은 모델이다. 리오토에서 가장 저렴한 모델로서, 출시 9개월 만에 20만 대가 넘는 판매량을 기록하며 빠르게 베스트셀러로 자리매김하였다.